# Мартынов, Алексей Васильевич
Алексе́й Васи́льевич Марты́нов (12 [24] июня 1868, Рязанская губерния — 24 января 1934, Москва) — русский, советский хирург, заслуженный деятель науки РСФСР (1933), ординарный профессор Московского университета, декан медицинского факультета МГУ (1919—1922).

## Биография
Родился в дворянской семье; отец — выпускник медицинского факультета Московского университета, доктор медицины.
А. В. Мартынов окончил с серебряной медалью 1-ю рязанскую губернскую гимназию (1886) и медицинский факультет Московского университета (1891) со званием лекаря.
Работая в Басманной и Ново-Екатерининской больницах, он также занимался в Институте оперативной хирургии и топографической анатомии у А. А. Боброва. В 1897 году получил степень доктора медицины за диссертацию «Хирургия поджелудочной железы» (М.: Издательство Чичерина, 1897) и с 1898 года состоял в должности приват-доцента Московского университета.
Через несколько лет на короткий срок переехал в Харьков; в 1904—1905 годах был экстраординарным профессором кафедры хирургической патологии Харьковского университета. В 1905 году вернулся в Москву и занял должность директора хирургической клиники в Ново-Екатерининской больнице. Секретарь Совета медицинского факультета Московского университета с 1906 года. С 1910 года — ординарный профессор Московского университета и директор госпитальной хирургической клиники Московского университета на Девичем поле. Декан медицинского факультета МГУ (1919—1922).
В 1914 году он выезжал на Северо-Западный фронт. В 1917—1921 годах работал в Московском травматологическом институте.
Член-учредитель и председатель (с 1925) и почётный член (с 1927) Общества российских хирургов. Заслуженный деятель науки РСФСР (1933).
Похоронен на Новодевичьем кладбище.

«...привлекал нас своей просвещенностью и умной хирургической тактичностью А. В. Мартынов. Этот ровный, благожелательный профессор говорил тихо, но студенты жадно ловили его слова», — вспоминал его послереволюционный студент А. Л. Мясников.

## Научные труды
Автор нескольких трудов по хирургическому лечению болезней печени, жёлчных путей, щитовидной и поджелудочной желёз, облитерирующего эндартериита. Предложил модификацию пластики грыжевых ворот, резекции зоба, а также симптом при подковообразной почке (рассечение «подковы», 1910).

## Память
С 1934 года имя А. В. Мартынова носит кафедра госпитальной хирургии медицинского факультета МГУ (после преобразования факультета в Первый Московский государственный медицинский университет имени И. М. Сеченова кафедра существует уже в ММА имени И. М. Сеченова как кафедра госпитальной хирургии № 1).